# Алесандро Леопарди
Алесандро Леопарди (на италиански: Alessandro Leopardi, Alessandro (De) Leopardi, Alessandro del Cavallo) е италиански архитект, скулптор, инженер и златар.

## Биография
Роден е през 1447 година във Венеция, Италия. Леопарди работи първо монети и по-късно с отливане на бронз. През 1492 г. той отлива статуя на кон на Бартоломео Колеони по план на Андреа Верокио. От 1495 г. работи заедно с Тулио Ломбардо на гроба на дожа Андреа Вендрамин. По-късно работи с Антонио Ломбардо на гроба на кардинал Цено в Базиликата Сан Марко (1503 – 1504) и създава бронзовия сокъл за знамена на площад Сан Марко (1505 – 1506).
Неговото главно произведение е Базиликата Санта Юстина в Падуа, която е завършена след смъртта му.